# العقل الجماعي (خيال علمي)
العقل الجماعي، أو الأنا الجماعية، أو اندماج العقل، أو الذكاء الغشتالتي في الخيال العلمي هو أداة حبكة يتم فيها ربط عقول متعددة في وعي أو ذكاء جماعي واحد.

## نظرة عامة
يمكن استخدام هذا المصطلح بشكل متبادل مع عقل الخلية. يميل مصطلح "عقل الخلية" إلى وصف عقل جماعي حيث لا يمتلك الأفراد المرتبطون به هوية أو إرادة حرة، ويتم الاستحواذ عليهم أو التحكم في عقولهم باعتبارهم امتدادات للعقل الخلوي. غالبًا ما يرتبط بمفهوم الكيان الذي ينتشر بين الأفراد ويقمع أو يستوعب وعيهم أثناء دمجهم في الوعي الجماعي الخاص به. إن مفهوم العقل الجماعي أو الخلية هو نسخة ذكية من الكائنات الحية الخارقة في الحياة الواقعية مثل خلية النحل أو مستعمرة النمل.
تم تصوير أول مجتمع خلايا فضائي في رواية أوائل الرجال على القمر (1901) لـ هـ. ج. ويلز، بينما يعود استخدام عقول الخلايا البشرية في الأدب على الأقل إلى رواية النمل الأبيض البشري لديفيد هـ. كيلر (نُشرت في قصص العجائب في عام 1929) ورواية الخيال العلمي آخر الرجال وأولهم (1930) لأولاف ستابليدون، والتي تعتبر أول استخدام معروف لمصطلح "العقل الجماعي" في الخيال العلمي. تعود عبارة "عقل الخلية" إلى عام 1943 في سياق تربية النحل؛ وكان أول استخدام معروف لها في الخيال العلمي هو رواية الليلة الثانية من الصيف (1950) لجيمس إتش. شميتز. قد يتشكل عقل جماعي عبر أي جهاز سردي خيالي يسهل الاتصال بين العقول، مثل التخاطر.
بعض عقول الخلايا تتضمن أعضاء يتم التحكم بهم بواسطة "عقل الخلية" المركزي أو "ملكة الخلية"، بينما يتبنى البعض الآخر نهجاً لامركزيا حيث يتفاعل الأعضاء بشكل متساوٍ أو شبه متساوٍ لاتخاذ القرارات. تعد مجموعات "تاينز" في روايتيّ فيرنور فينج "حريق في العمق" و "أطفال السماء" مثالاً على تلك العقول الجماعية اللامركزية.
عادة ما يُنظر إلى عقول الخلايا بشكل سلبي، خاصة في الأعمال السابقة، لكن بعض الأعمال الجديدة تصورها على أنها محايدة أو إيجابية.
كما يُتصور في الخيال التأملي، فإن عقول الخلية غالبًا ما تنطوي على فقدانًا كاملاً (أو افتقارًا تقريبًا) للفردية والهوية والشخصية. ومع ذلك، بينما قد لا يتمتع الأعضاء الفرديون في العقل الجماعي بتلك الصفات، فإن العقل الجماعي ككل سيكون لديه تلك الصفات، وربما بدرجة أكبر حتى من الأفراد (تمامًا كما أن الإنسان لديه شخصية أكثر من خلية عصبية واحدة). قد يتخصص الأفراد المكونين للخلية في وظائف مختلفة، بشكل مشابه للحشرات الإجتماعية.[بحاجة لمصدر]

## أنظر أيضًا
- واجهة الدماغ والحاسوب
- اللا تفرد
- الدماغ العالمي
- الحشرات في الخيال العلمي والخيال
- ذكاء السرب
- التخاطر

## مزيد من القراءة
- الخيال العلمي والتنبؤ بالمستقبل: مقالات عن الاستشراف والخطأ بقلم وونغ كينج يوين، ماكفارلاند (2011)
- موسوعة جرينوود للخيال العلمي والخيال: الموضوعات والأعمال والعجائب · المجلد 3 بقلم جاري ويستفال، مطبعة جرينوود (2005)
- الفلاسفة ينظرون إلى الخيال العلمي بقلم نيكولاس د. سميث، نيلسون هول (1982)
- الخيال العلمي في موسيقى الروك الكلاسيكية: الاستكشافات الموسيقية للفضاء والتكنولوجيا والخيال، 1967-1982 بقلم روبرت ماكبارلاند، ماكفارلاند (2017)
- كلمات جديدة شجاعة: قاموس أكسفورد للخيال العلمي بقلم جيف بروشر، مطبعة جامعة أكسفورد (2007)

## روابط خارجية
- مدخل إلى العقل الجماعي في استشهادات الخيال العلمي
- شبكة الدماغ لميغيل نيكوليليس